# Wanderers Football Club
El Wanderers Football Club fou un club de futbol amateur anglès, de la ciutat de Londres.

## Història
Va ser fundat amb el nom de Forest Football Club el 1859 a Leytonstone, Londres. Fou membre fundador de The Football Association el 1863. Adoptà el nom de Wanderers un any més tard, en traslladar-se a Battersea Park, a Londres.
Fou un dels clubs més destacats del futbol anglès al segle xix. Fou cinc cops campió de la Copa d'Anglaterra, la competició més important al Món del moment.
El club es va dissoldre el 1883.

## Jugadors destacats
Entre 1872 i 1880 el club aportà quinze jugadors a la selecció de futbol d'Anglaterra que foren (partits internacionals entre parèntesis):
- Charles Alcock (1)
- Francis Birley (1)
- Alexander Bonsor (2)
- Frederick Green (1)
- Francis Heron (1)
- Hubert Heron (3)
- Leonard Howell (1)
- William Kenyon-Slaney (1)
- Robert Kingsford (1)
- William Lindsay (1)
- Alfred Stratford (1)
- Henry Wace (3)
- Reginald de Courtenay Welch (1)
- Charles Wollaston (4)
- John Wylie (1)

Lord Arthur Kinnaird jugà un partit amb la selecció de futbol d'Escòcia.
John Hawley Edwards, que jugà el seu únic partit internacional per Anglaterra quan jugava el 1874 al Shropshire Wanderers, i marcà pel Wanderers a la final de la Copa del 1876, jugà per la selecció de futbol Gal·les enfront Escòcia una setmana després d'aquesta final.

## Palmarès
- 5 Copes angleses: 1872, 1873, 1876, 1877, 1878